# Leanna Creel
Leanna Creel (27 de agosto de 1970) é uma atriz, produtora de cinema, realizadora de cinema, argumentista e fotógrafa norte-americana.

## Biografia
Desde pequena idade, Leanna Creel, junto com suas irmãs gêmeas idênticas, Joy Creel e Monica Lacy, começou a atuar no final da década de 1980, em séries de televisão e filmes, sendo as três escolhidas para desempenhar os mesmos papéis, tais como nas séries Growing Pains ou nos dois filmes de televisão, exibidos em The Wonderful World of Disney, Parent Trap III e Parent Trap: Hawaiian Honeymoon. Em 1992, teve um papel especial como convidada num episódio de Beverly Hills, 90210, ao lado da sua irmã Monica. Nesse mesmo ano, obteve o papel de Tori em Saved by the Bell. Após a sua participação na série, fez algumas participações especiais em One West Waikiki e um episódio não exibido da série cancelada Ned and Stacey, entre outros programas de televisão.
Estudou na UCLA e obteve o título de bacharel em História, seguindo-se um mestrado em Cinema e Televisão.
Afastando-se progressivamente da representação, Leanna Creel produziu o seu primeiro filme em 1994, como forma de ajudar uma amiga cujo produtor tinha se envolvido num acidente de carro. Durante o mesmo período, estreou-se no mundo dos videojogos, ao trabalhar na produção do jogo Hollywood Stock Exchange (HSX). Posteriormente, em 1998, fundou a produtora cinematográfica Ignite Entertainment, com Michael Burns da HSX, como presidente de produção, e a Creel Studio, uma produtora especializada em conteúdo de comida, viagens e estilo de vida.
Nos anos seguintes, produziu diversos filmes como Desert Blue (1998), The Suburbans (1999) ou But I'm a Cheerleader (1999).
Como realizadora e argumentista estreou-se com o filme Offside em 2001. Como atriz o seu último filme creditado foi The Cell em 2000.
Tem desenvolvido a sua carreira paralelamente como fotógrafa.

## Vida pessoal
Assumidamente gay, casou-se com a manager de estúdio Rinat Greenberg a 17 de junho de 2008, quando o casamento entre pessoas do mesmo sexo passou a ser legal na Califórnia. Têm dois filhos.

## Filmografia

### Cinema
como atriz e produtora
| Ano  | Filme                 | Papel                                | Notas                                 |
| ---- | --------------------- | ------------------------------------ | ------------------------------------- |
| 1996 | Freeway               | Gêmea nº 2                           | Atriz                                 |
| 1997 | Mixed Signals         |                                      | Produtora                             |
| 1998 | Dancer Texas Pop. 81  | Produtora executiva                  |                                       |
| 1998 | Possums               | Produtora                            |                                       |
| 1998 | Desert Blue           | Produtora executiva                  |                                       |
| 1998 | Six-String Samurai    | Produtora                            |                                       |
| 1999 | The Suburbans         | Produtora                            |                                       |
| 1999 | But I'm a Cheerleader | Produtora                            |                                       |
| 2000 | The Cell              | Mãe                                  | Atriz                                 |
| 2000 | Queen for a Day       |                                      | Produtora                             |
| 2001 | Get Over It           | Co-produtora                         |                                       |
| 2001 | Offside               | Realizadora e Argumentista           |                                       |
| 2005 | Promtroversy          | Realizadora                          |                                       |
| 2009 | Boutonniere           | (curta-metragem) Produtora executiva |                                       |
| 2013 | Anchor Baby           |                                      | Produtora, realizadora e argumentista |
| 2018 | The Curse             |                                      | (curta-metragem) Produtora            |

### Televisão
como atriz
| Ano       | Título                                     | Papel          | Notas                |
| --------- | ------------------------------------------ | -------------- | -------------------- |
| 1987      | Dores do Crescimento                       | Gêmea Schwartz | 1 episódio           |
| 1989      | Parent Trap III                            | Lisa Wyatt     | Filme para televisão |
| 1989      | CBS Schoolbreak Special                    | Susan          | 1 episódio           |
| 1989      | Parent Trap: Hawaiian Honeymoon            | Lisa Wyatt     | Filme para televisão |
| 1991      | Parker Lewis Can't Lose                    | Kandy          | 1 episódio           |
| 1991      | Perry Mason: The Case of the Fatal Fashion | Shannon Wilson | Filme para televisão |
| 1991      | Anythinh But Love                          |                | 2 episódios          |
| 1992      | Beverly Hills, 90210                       | Clara          | 1 episódio           |
| 1992–1993 | Saved by the Bell                          | Tori Scott     | 10 episódios         |
| 1996      | One West Waikiki                           | Marisa Coppage | 1 episódio           |
| 1997      | Ned and Stacey                             | Kim            | episódio não exibido |